# Kalle Vrånglebäck
Kalle Vrånglebäck var ett svenskt TV-program för barn som visades i SVT 1974, med repris 1979. Programmet handlar om Kalle Vrånglebäck och hans lillasyster Loppa och deras förehavanden. Programmet bestod av att svartvita stillbilder visades samtidigt som handlingen berättades. Signaturmelodi till programmet är Beatles-låten "Ob-La-Di, Ob-La-Da". Boken om Kalle, vilken ligger till grund för barnprogrammet, skrevs av Ingrid Sjöstrand.

## Roller
- Per Myrberg – berättarröst
- Johan Lindén – Kalle